# محمدولی میرزا

فرزندان فتحعلی شاه، از چپ به راست:محمدولی میرزا، کیومرث میرزا، علیقلی میرزا اعتضادالسلطنه، سیف‌الله میرزا و بهمن میرزا بهاءالدوله

محمدولی میرزا (۱۲۰۳ - ۱۲۸۱ هجری قمری) شاهزاده قاجار و پسر سوم فتحعلی شاه بود.
او مدتی حکومت خراسان و سپس یزد را داشت. او در اواخر عمر در تهران اقامت داشت و به عضویت دارالشوری دولتی درآمده بود.
محمدولی میرزا بعنوان یکی از شاهزادگان پرتلاش فتحعلی شاه شناخته شده است. او در دورانی حاکم خراسان بود که از سویی حکومت فتحعلی شاه در حال تکوین و ثبات بود و از سویی دیگر جنگ‌های ایران و روس افراد زیادی را برمی‌انگیخت تا با استفاده از آشفتگی اوضاع به‌ویژه در منطقه دور از دسترسی چون خراسان سر به شورش بردارند، به‌ویژه امرای شهرهای مختلف افغانستان که از این موقعیت استفاده زیادی می‌کردند و بعدها که با حمایت انگلستان با دولت ایران در جنگ بودند، به فرماندهی با تدبیر و قدرت نیاز بود تا آنها را سرکوب کند. اما به هر ترتیب وی نتوانست مدت زیادی در آنجا دوام بیاورد.
از سوی دیگر، تواریخ قاجار، محمدولی میرزا را مردی مجنون و خون‌ریز دانسته‌اند که فرمان به قتل پسرش داد. او در عین حال علاقه زیادی به تحصیل داشت و در مشهد علوم ریاضی و نجوم آموخته بود. او همواره تاریخ‌نگار مخصوص خود را به همراه داشت تا وقایع حکومتش را ثبت کند. دو کتاب «جامع جعفری» و «اشرف‌التواریخ» که اولی پیرامون تاریخ یزد و دومی دربارهٔ تاریخ خراسان است، به این طریق پدید آمده‌اند. پنجاه جلد کتابی که علمای یزد به دستور او ترجمه و تألیف کرده‌اند، نمونه دیگری از علاقه و اهمیتی است که محمدولی میرزا برای علم و تحصیل قائل می‌شده‌است.

## پیشینه
محمدولی میرزا پسر سوم فتحعلی شاه در روز جمعه اول شوال سال ۱۲۰۳ ق/ ۱۷۸۹ م «۱» در قصبه نوا متولد شد. به نوشته محمد تقی نوری در کتاب اشرف التواریخ، والده آن حضرت، از خاندان کریم و بروجردی‌تبار و در اصفهان مقیم بود».
در سال ۱۲۱۴ ق/ ۱۷۹۹ م هنگامی که محمدولی میرزا ۱۱ سال داشت از سوی فتحعلی شاه به حکومت سمنان منصوب شد. چنان‌که پیش از این آمد در سال ۱۲۱۸ ق/ ۱۸۰۳ م هنگامی که فتحعلی شاه برای سرکوبی نادر میرزا افشار به خراسان رفت، محمدولی میرزا را با خود برده و او در همان‌جا به حکومت خراسان منصوب شد و توانست نادر میرزا را دستگیر و روانه تهران کند.
در آن روزگار خراسان از سوی شمال‌شرقی و مشرق به آمودریا و سرزمین بلخ، از جنوب به کابل و سیستان، از غرب به عراق عجم و استرآباد محدود می‌شد. اما محمدولی میرزا نتوانست، منطقه قدرتش را از مشهد، نیشابور، ترشیز، تون، طبس و توابع آن فراتر ببرد و همواره جنوب خراسان در دست افغان‌ها و برخی قبایل دیگر و مناطق شرق و شمال در دست ازبکان و ترکمانان بود.
محمدولی میرزا از آغاز تلاش می‌کرد، خوانین خراسان را که هریک در منطقه خویش قدرت بسیاری داشتند، با خود همسو سازد. اما درگیری با امرای خراسانی از سویی و حملات مداوم طوایف ترکمان و نافرمانی‌های فیروز الدّین میرزا حاکم هرات از سوی دیگر، موجب تزلزل قدرت او در خراسان شدند.
در دوران حکمرانی محمدولی میرزا بر خراسان وقایعی اتفاق افتاد که در بررسی تاریخ ایران عصر فتحعلی شاه، اهمیت دارند.

## فرزندان
1. الله‌قلی میرزا، مادرش دختر مرتضی‌قلی‌خان قاجار بود. در زمان حکمرانی بر یزد، محمدولی میرزا به قصد تنبیه امر کرد پهلوان محمد یزدی مشتی بر سر الله‌قلی میرزا بکوبد. پس از آن الله‌قلی میرزا دیوانه شد و نهایتا در جوانی درگذشت.[۲]
2. نصرالله میرزا
3. عباسقلی میرزا، محترم ترین فرزند محمدولی میرزا بود و ظل‌السلطان در زمان حکومت بر اصفهان او را در سنین پیری در ملاء عام چوب زد. عباسقلی میرزا مدتی بعد براثر غصه این پیش آمد درگذشت.[۳]
4. تیمور میرزا، در تهران به طبابت می‌پرداخت[۲]
5. شیردل میرزا
6. مهدی‌قلی میرزا سهام‌الملک، حاکم یزد و چندسالی متولی آستان قدس رضوی بود.
7. حاجی مسعود میرزا، داماد خانواده محمدابراهیم کلباسی
8. ابوتراب میرزا، ملقب به حسام‌الممالک، سال‌ها نایب‌الحکومه گزبرخوار بود. فرزند او اسدالله دیهیم (احتشام همایون) در وزارت امور خارجه کار می‌کرد. ابوتراب میرزا از اجداد گیتی دیهیم بود.[۴][۵][۶]
9. طهماسب میرزا، در جوانی دیوانه شد به صورتی که عریان در کوچه‌ها می‌گشت و نهایتا در همان سنین جوانی درگذشت[۲]
10. حمیده سلطان خانم، همسر میرزا محمدزمان امیردیوان نوری[۷]
11. فلک‌خانم، بلاعقب[۷]
12. کیمیا خانم، بلاعقب[۷]